# Calamoncosis minima
Calamoncosis minima är en tvåvingeart som först beskrevs av Gabriel Strobl 1893.  Calamoncosis minima ingår i släktet Calamoncosis och familjen fritflugor. Arten är reproducerande i Sverige. Inga underarter finns listade i Catalogue of Life.